# Annaliese Schönau
Annaliese Schönau, später: Krackhardt-Schönau (* 24. November 1907 in Schlochau, Regierungsbezirk Marienwerder; † 15. Oktober 1977 in Berlin), war eine deutsche Politikerin (SPD).
Annaliese Schönau machte 1927 das Abitur und studierte anschließend Rechtswissenschaft an den Universitäten Heidelberg, Freiburg im Breisgau, München und Berlin. 1932 schloss sie das Erste Staatsexamen ab und wurde Gerichtsreferendarin am Kammergericht in Berlin. 1935 wurde sie aus politischen Gründen entlassen und arbeitete ab 1938 in der gewerblichen Wirtschaft.
Nach dem Zweiten Weltkrieg trat Schönau 1945 der SPD bei. Sie arbeitete bei der Deutschen Zentralverwaltung der Industrie in der Sowjetischen Besatzungszone, ab 1947 war sie im Justizdienst tätig. Bei der Berliner Wahl 1948 wurde sie in die Stadtverordnetenversammlung von Groß-Berlin gewählt. Auch bei der folgenden Wahl 1950 wurde Schönau in das Abgeordnetenhaus von Berlin gewählt. Ab 1955 war sie Landgerichtsrätin und ab 1960 Senatspräsidentin beim Kammergericht.